# NBA Az év edzője
A National Basketball Association év edzője-díj (vagy Red Auerbach-trófea) egy évente átadott elismerés a National Basketball Association (NBA) adott alapszakaszának legjobb edzőjének. A győztes megkapja a Red Auerbach Trófeát, amelyet a Boston Celtics edzőjéről neveztek el, aki kilenc bajnoki címet nyert a csapattal 1956 és 1966 között.  A győztest amerikai és kanadai újságírók választják, akik első, második és harmadik helyezett edzőre adják le választásaikat. Minden első helyezésért öt pont, másodikért három pont és harmadikért egy pont jár. Az edző, aki a legtöbb pontot szerzi (az első helyezett szavazatoktól függetlenül), nyeri meg a díjat.
Alapítása óta a díjat 42 különböző edző nyerte el, a legutóbbi díjat a Sacramento Kings vezetőedzője,  Mike Brown. Gregg Popovich, Don Nelson és Pat Riley nyerték el legtöbbször a díjat, háromszor – míg Hubie Brown, Mike Budenholzer, Mike D'Antoni, Bill Fitch, Cotton Fitzsimmons, Gene Shue, Tom Thibodeau és Brown kétszer. Egyetlen edző se nyerte el sorozatba kétszer a díjat. Riley az egyetlen, aki három különböző csapattal nyerte el az elismerést. Larry Bird az egyetlen győztes, aki játékosként MVP is volt az NBA-ben. Tom Heinsohn, Bill Sharman és Lenny Wilkens az egyetlen győztesek, akik játékosként és edzőként is be lettek iktatva a Naismith Memorial Basketball Hall of Fame-be. Johnny Kerr az egyetlen, aki úgy nyerte el a díjat, hogy csapata több mérkőzést vesztett a szezonban, mint nyert (33–48 – Chicago Bulls – 1966–67). Kerr azért nyerte el a díjat, mert a Bulls történetének első szezonjában a rájátszásba vezette a csapatot. Doc Rivers az egyetlen, aki elnyerte a díjat és csapata nem jutott be a rájátszásba (41–41 – Orlando Magic – 1999–2000). Csak öt győztes csapata nyerte el ugyanabban a szezonban a bajnoki címet: Red Auerbach, Red Holzman, Bill Sharman, Phil Jackson és Gregg Popovich. Popovich az egyetlen díjazott, aki kétszer is elnyerte az adott szezonban a bajnoki címet, 2003-ban és 2014-ben a San Antonio Spurs csapatával. Nick Nurse (Toronto Raptors, 2020) az egyetlen edző, aki az NBA mellett az NBA G-League-ben is elnyerte a díjat (2011).
A 2015–2016-os győztes Steve Kerr a csapat 82 mérkőzéséből csak 39-en volt az edző egy műtét miatt. A további 43 mérkőzésen Luke Walton volt a csapat átmeneti edzője, aki összesen 5 pontot szerzett a szavazáson. 2023-ban Mike Brown lett a díj történetének első győztese, aki megkapta az összes szavazatot.

## Győztesek

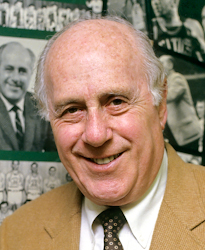
Red Auerbach nyerte el a díjat az 1964–1965-ös szezon után. Később róla nevezték el azt.

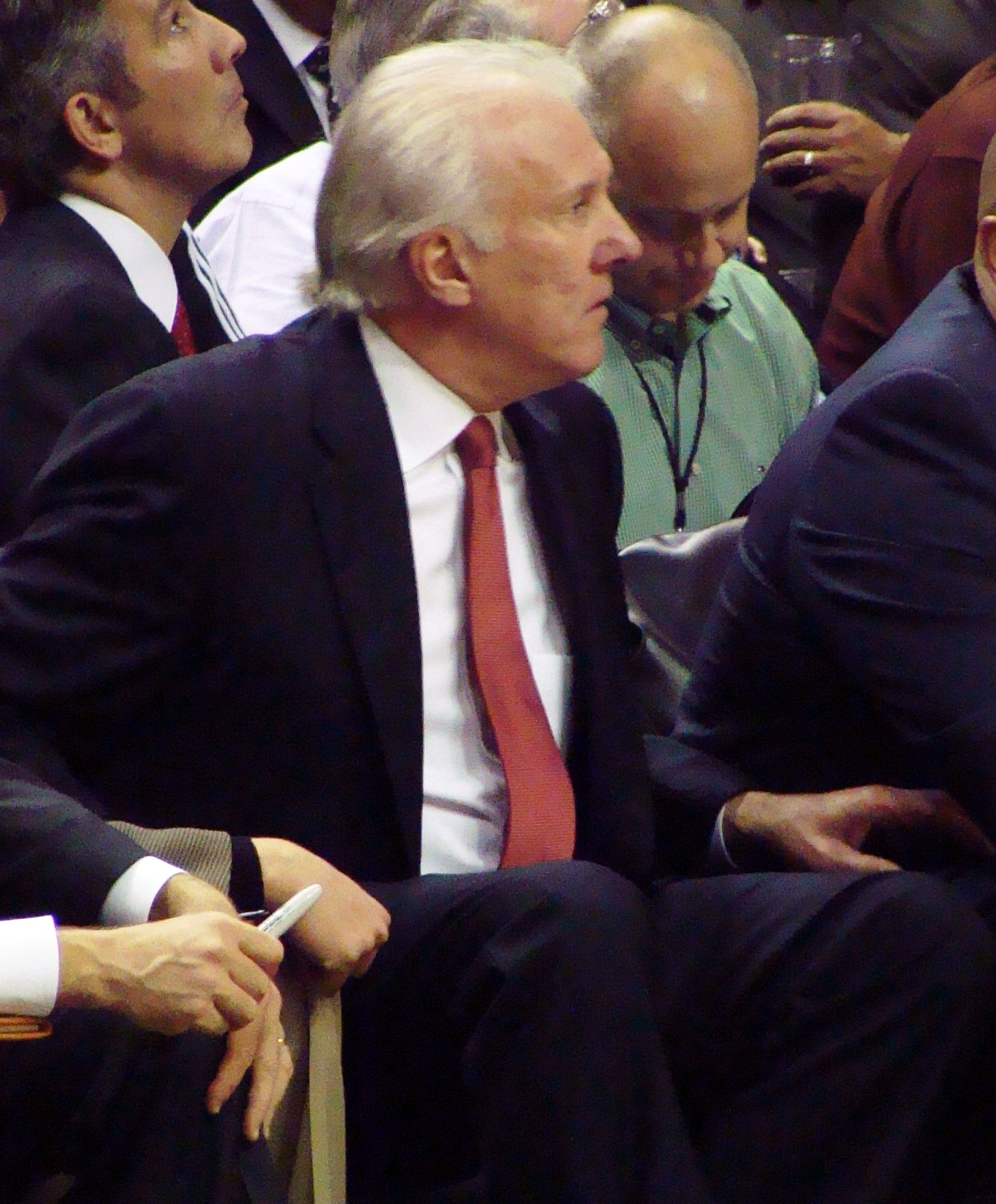
Gregg Popovich vezetésével a San Antonio Spurs elnyerte az ötödik bajnoki címét a 2012–2013-as szezonban, ezzel elnyerve a díjat harmadjára is, amely holtversenbyen a legtöbb.

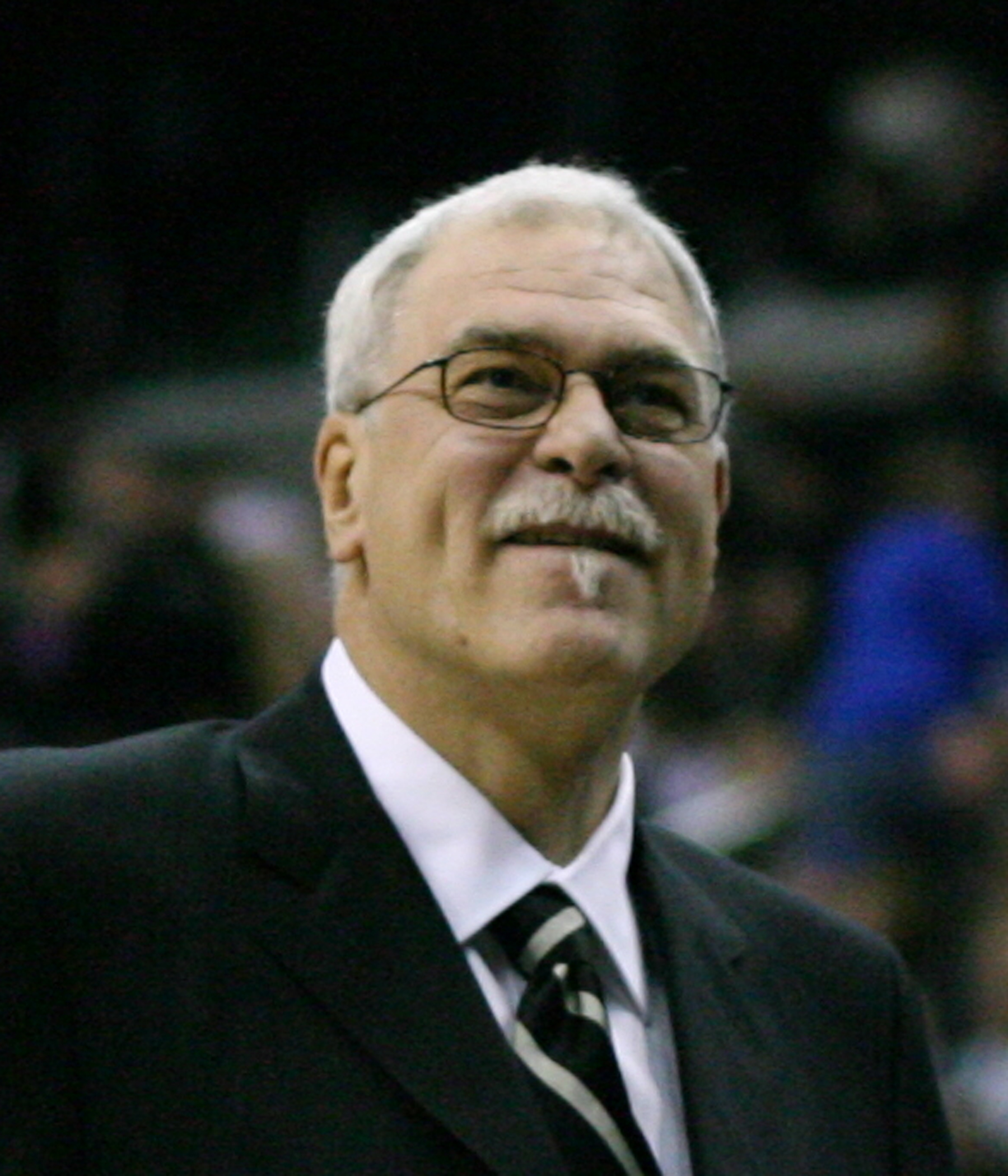
Phil Jackson az 1995–1996-os szezonban nyerte el a díjat, mikor a Chicago Bulls 72 mérkőzést nyert meg.

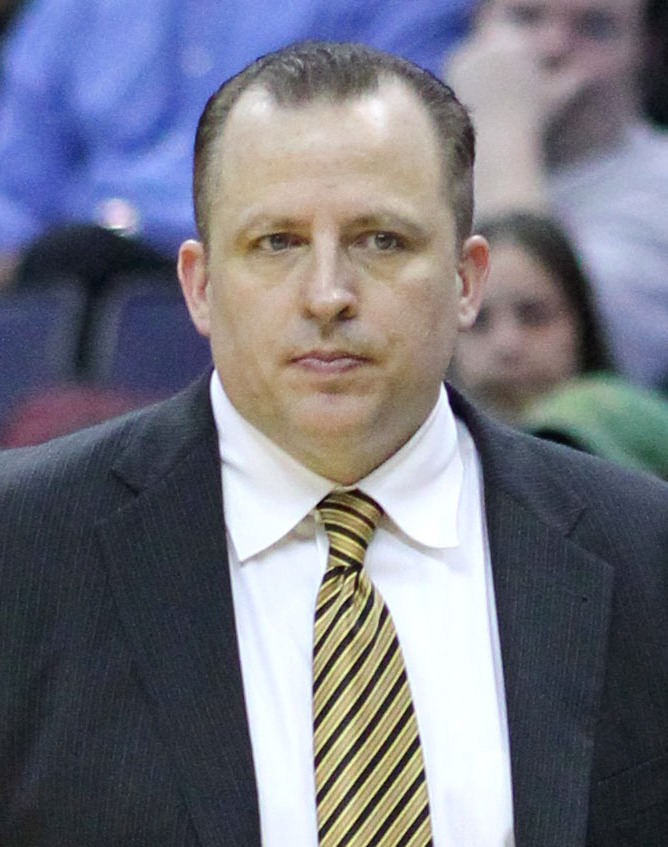
A Chicago Bulls és a New York Knicks edzője, Tom Thibodeau a 2010–2011-es és a 2020–2021-es szezonban nyerte el a díjat.

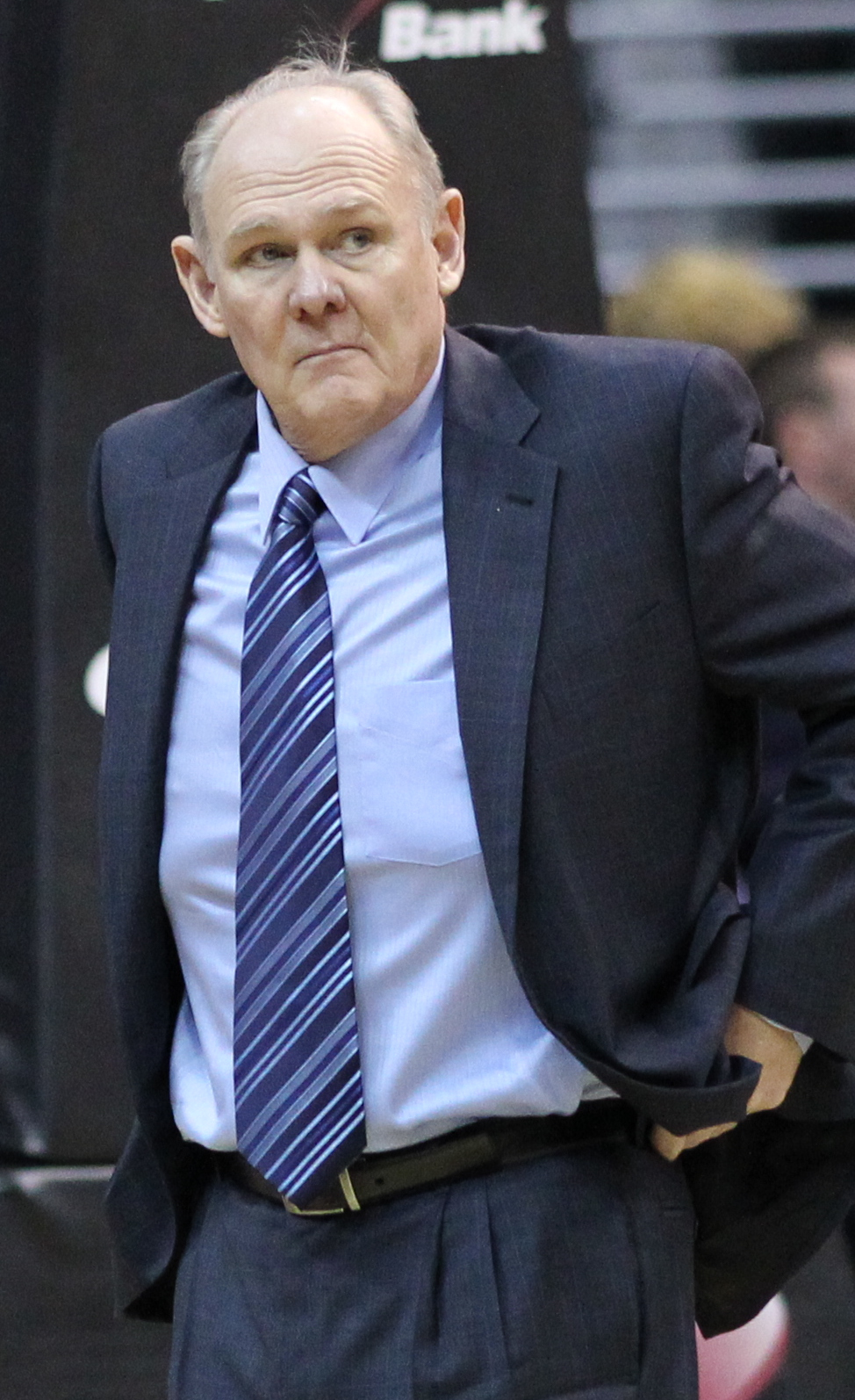
George Karl vezetésével a Denver Nuggets a 2012–2013-as szezonban 57 mérkőzést nyert meg All Star-játékos nélkül.

| ^        | Jelenleg is aktív vezetőedzőként az NBA-ben.                        |
| *        | Beiktatták a Naismith Memorial Basketball Hall of Fame-be edzőként. |
| Félköver | A csapat bajnok lett az adott szezonban.                            |
| G–V      | Győzelmek és vereségek a szezonban.                                 |
| Gy%      | Megnyert mérkőzések százaléka                                       |

| Szezon  | Edző                    | Nemzetiség       | Csapat                     | G–V   | Gy%  |
| ------- | ----------------------- | ---------------- | -------------------------- | ----- | ---- |
| 1962–63 | Harry Gallatin          | Egyesült Államok | St. Louis Hawks            | 48–32 | .600 |
| 1963–64 | Alex Hannum*            | Egyesült Államok | San Francisco Warriors     | 48–32 | .600 |
| 1964–65 | Red Auerbach*           | Egyesült Államok | Boston Celtics             | 62–18 | .775 |
| 1965–66 | Dolph Schayes           | Egyesült Államok | Philadelphia 76ers         | 55–25 | .688 |
| 1966–67 | Johnny Kerr             | Egyesült Államok | Chicago Bulls              | 33–48 | .407 |
| 1967–68 | Richie Guerin           | Egyesült Államok | St. Louis Hawks (2)        | 56–26 | .683 |
| 1968–69 | Gene Shue               | Egyesült Államok | Baltimore Bullets          | 57–25 | .695 |
| 1969–70 | Red Holzman*            | Egyesült Államok | New York Knicks            | 60–22 | .732 |
| 1970–71 | Dick Motta              | Egyesült Államok | Chicago Bulls (2)          | 51–31 | .622 |
| 1971–72 | Bill Sharman*           | Egyesült Államok | Los Angeles Lakers         | 69–13 | .841 |
| 1972–73 | Tom Heinsohn*           | Egyesült Államok | Boston Celtics (2)         | 68–14 | .829 |
| 1973–74 | Ray Scott               | Egyesült Államok | Detroit Pistons            | 52–30 | .634 |
| 1974–75 | Phil Johnson            | Egyesült Államok | Kansas City-Omaha Kings    | 44–38 | .537 |
| 1975–76 | Bill Fitch*             | Egyesült Államok | Cleveland Cavaliers        | 49–33 | .598 |
| 1976–77 | Tom Nissalke            | Egyesült Államok | Houston Rockets            | 49–33 | .598 |
| 1977–78 | Hubie Brown             | Egyesült Államok | Atlanta Hawks (3)          | 41–41 | .500 |
| 1978–79 | Cotton Fitzsimmons*     | Egyesült Államok | Kansas City Kings (2)      | 48–34 | .585 |
| 1979–80 | Bill Fitch* (2)         | Egyesült Államok | Boston Celtics (3)         | 61–21 | .744 |
| 1980–81 | Jack McKinney           | Egyesült Államok | Indiana Pacers             | 44–38 | .537 |
| 1981–82 | Gene Shue (2)           | Egyesült Államok | Washington Bullets (2)     | 43–39 | .524 |
| 1982–83 | Don Nelson*             | Egyesült Államok | Milwaukee Bucks            | 51–31 | .622 |
| 1983–84 | Frank Layden            | Egyesült Államok | Utah Jazz                  | 45–37 | .549 |
| 1984–85 | Don Nelson* (2)         | Egyesült Államok | Milwaukee Bucks (2)        | 59–23 | .720 |
| 1985–86 | Mike Fratello           | Egyesült Államok | Atlanta Hawks (4)          | 50–32 | .610 |
| 1986–87 | Mike Schuler            | Egyesült Államok | Portland Trail Blazers     | 49–33 | .598 |
| 1987–88 | Doug Moe                | Egyesült Államok | Denver Nuggets             | 54–28 | .659 |
| 1988–89 | Cotton Fitzsimmons* (2) | Egyesült Államok | Phoenix Suns               | 55–27 | .671 |
| 1989–90 | Pat Riley*              | Egyesült Államok | Los Angeles Lakers (2)     | 63–19 | .768 |
| 1990–91 | Don Chaney              | Egyesült Államok | Houston Rockets (2)        | 52–30 | .634 |
| 1991–92 | Don Nelson* (3)         | Egyesült Államok | Golden State Warriors (2)  | 55–27 | .671 |
| 1992–93 | Pat Riley* (2)          | Egyesült Államok | New York Knicks (2)        | 60–22 | .732 |
| 1993–94 | Lenny Wilkens*          | Egyesült Államok | Atlanta Hawks (5)          | 57–25 | .695 |
| 1994–95 | Del Harris              | Egyesült Államok | Los Angeles Lakers (3)     | 48–34 | .585 |
| 1995–96 | Phil Jackson*           | Egyesült Államok | Chicago Bulls (3)          | 72–10 | .878 |
| 1996–97 | Pat Riley* (3)          | Egyesült Államok | Miami Heat                 | 61–21 | .744 |
| 1997–98 | Larry Bird              | Egyesült Államok | Indiana Pacers (2)         | 58–24 | .707 |
| 1998–99 | Mike Dunleavy           | Egyesült Államok | Portland Trail Blazers (2) | 35–15 | .700 |
| 1999–00 | Doc Rivers^             | Egyesült Államok | Orlando Magic              | 41–41 | .500 |
| 2000–01 | Larry Brown*            | Egyesült Államok | Philadelphia 76ers (2)     | 56–26 | .683 |
| 2001–02 | Rick Carlisle^          | Egyesült Államok | Detroit Pistons (2)        | 50–32 | .610 |
| 2002–03 | Gregg Popovich^         | Egyesült Államok | San Antonio Spurs          | 60–22 | .732 |
| 2003–04 | Hubie Brown (2)         | Egyesült Államok | Memphis Grizzlies          | 50–32 | .610 |
| 2004–05 | Mike D'Antoni^          | Egyesült Államok | Phoenix Suns (2)           | 62–20 | .756 |
| 2005–06 | Avery Johnson           | Egyesült Államok | Dallas Mavericks           | 60–22 | .732 |
| 2006–07 | Sam Mitchell            | Egyesült Államok | Toronto Raptors            | 47–35 | .573 |
| 2007–08 | Byron Scott             | Egyesült Államok | New Orleans Hornets        | 56–26 | .683 |
| 2008–09 | Mike Brown              | Egyesült Államok | Cleveland Cavaliers (2)    | 66–16 | .805 |
| 2009–10 | Scott Brooks^           | Egyesült Államok | Oklahoma City Thunder      | 50–32 | .610 |
| 2010–11 | Tom Thibodeau^          | Egyesült Államok | Chicago Bulls (4)          | 62–20 | .756 |
| 2011–12 | Gregg Popovich^ (2)     | Egyesült Államok | San Antonio Spurs (2)      | 50–16 | .758 |
| 2012–13 | George Karl*            | Egyesült Államok | Denver Nuggets (2)         | 57–25 | .695 |
| 2013–14 | Gregg Popovich^ (3)     | Egyesült Államok | San Antonio Spurs (3)      | 62–20 | .756 |
| 2014–15 | Mike Budenholzer^       | Egyesült Államok | Atlanta Hawks (6)          | 60–22 | .732 |
| 2015–16 | Steve Kerr^             | Egyesült Államok | Golden State Warriors (3)  | 73–9  | .890 |
| 2016–17 | Mike D'Antoni^ (2)      | Egyesült Államok | Houston Rockets (3)        | 55–27 | .670 |
| 2017–18 | Dwane Casey^            | Egyesült Államok | Toronto Raptors (2)        | 59–23 | .720 |
| 2018–19 | Mike Budenholzer^ (2)   | Egyesült Államok | Milwaukee Bucks (3)        | 60–22 | .732 |
| 2019–20 | Nick Nurse^             | Egyesült Államok | Toronto Raptors (3)        | 46–18 | .719 |
| 2020–21 | Tom Thibodeau^ (2)      | Egyesült Államok | New York Knicks (3)        | 41–31 | .569 |
| 2021–22 | Monty Williams^         | Egyesült Államok | Phoenix Suns (3)           | 64–18 | .780 |
| 2022–23 | Mike Brown^ (2)         | Egyesült Államok | Sacramento Kings (3)       | 48–34 | .585 |
| 2023–24 | Mark Daigneault^        | Egyesült Államok | Oklahoma City Thunder (2)  | 57–25 | .695 |
| 2024–25 | Kenny Atkinson^         | Egyesült Államok | Cleveland Cavaliers (3)    | 64–18 | .780 |

## Többszörös győztesek
| Díjak száma | Edzők              | Csapatok                                                    | Évek             |
| ----------- | ------------------ | ----------------------------------------------------------- | ---------------- |
| 3           | Don Nelson         | Milwaukee Bucks (2), Golden State Warriors (1)              | 1983, 1985, 1992 |
| 3           | Pat Riley          | Los Angeles Lakers (1), New York Knicks (1), Miami Heat (1) | 1990, 1993, 1997 |
| 3           | Gregg Popovich     | San Antonio Spurs                                           | 2003, 2012, 2014 |
| 2           | Gene Shue          | Baltimore Bullets (1), Washington Bullets (1)               | 1969, 1982       |
| 2           | Bill Fitch         | Cleveland Cavaliers (1), Boston Celtics (1)                 | 1976, 1980       |
| 2           | Hubie Brown        | Atlanta Hawks (1), Memphis Grizzlies (1)                    | 1978, 2004       |
| 2           | Cotton Fitzsimmons | Kansas City Kings (1), Phoenix Suns (1)                     | 1979, 1989       |
| 2           | Mike D'Antoni      | Phoenix Suns (1), Houston Rockets (1)                       | 2005, 2017       |
| 2           | Mike Brown         | Cleveland Cavaliers (1), Sacramento Kings (1)               | 2009, 2023       |
| 2           | Mike Budenholzer   | Atlanta Hawks (1), Milwaukee Bucks (1)                      | 2015, 2019       |
| 2           | Tom Thibodeau      | Chicago Bulls (1), New York Knicks (1)                      | 2011, 2021       |

## Csapatok szerint
| Díjak száma | Csapatok                                                    | Évek                               |
| ----------- | ----------------------------------------------------------- | ---------------------------------- |
| 6           | Atlanta Hawks / St. Louis Hawks                             | 1963, 1968, 1978, 1986, 1994, 2015 |
| 4           | Chicago Bulls                                               | 1967, 1971, 1996, 2011             |
| 3           | Boston Celtics                                              | 1965, 1973, 1980                   |
| 3           | Los Angeles Lakers                                          | 1972, 1990, 1995                   |
| 3           | Chicago Bulls                                               | 1967, 1971, 1996                   |
| 3           | San Antonio Spurs                                           | 2003, 2012, 2014                   |
| 3           | Golden State Warriors                                       | 1964, 1992, 2016                   |
| 3           | Houston Rockets                                             | 1977, 1991, 2017                   |
| 3           | Milwaukee Bucks                                             | 1983, 1985, 2019                   |
| 3           | Toronto Raptors                                             | 2007, 2018, 2020                   |
| 3           | New York Knicks                                             | 1970, 1993, 2021                   |
| 3           | Cleveland Cavaliers                                         | 1976, 2009, 2025                   |
| 2           | Denver Nuggets                                              | 1988, 2013                         |
| 2           | Detroit Pistons                                             | 1974, 2002                         |
| 2           | Indiana Pacers                                              | 1981, 1998                         |
| 2           | Sacramento Kings / Kansas City-Omaha Kings                  | 1975, 1979                         |
| 2           | Philadelphia 76ers                                          | 1966, 2001                         |
| 2           | Phoenix Suns                                                | 1989, 2005                         |
| 2           | Portland Trail Blazers                                      | 1987, 1999                         |
| 2           | Washington Wizards / Baltimore Bullets / Washington Bullets | 1969, 1982                         |
| 1           | Memphis Grizzlies                                           | 2004                               |
| 1           | Miami Heat                                                  | 1997                               |
| 1           | New Orleans Pelicans / New Orleans Hornets                  | 2008                               |
| 1           | Oklahoma City Thunder                                       | 2010                               |
| 1           | Orlando Magic                                               | 2000                               |
| 1           | Utah Jazz                                                   | 1984                               |
| 1           | Dallas Mavericks                                            | 2006                               |
| 0           | Minnesota Timberwolves                                      | –                                  |
| 0           | Brooklyn Nets                                               | –                                  |
| 0           | Los Angeles Clippers                                        | –                                  |